# 諾曼第公爵羅貝爾一世

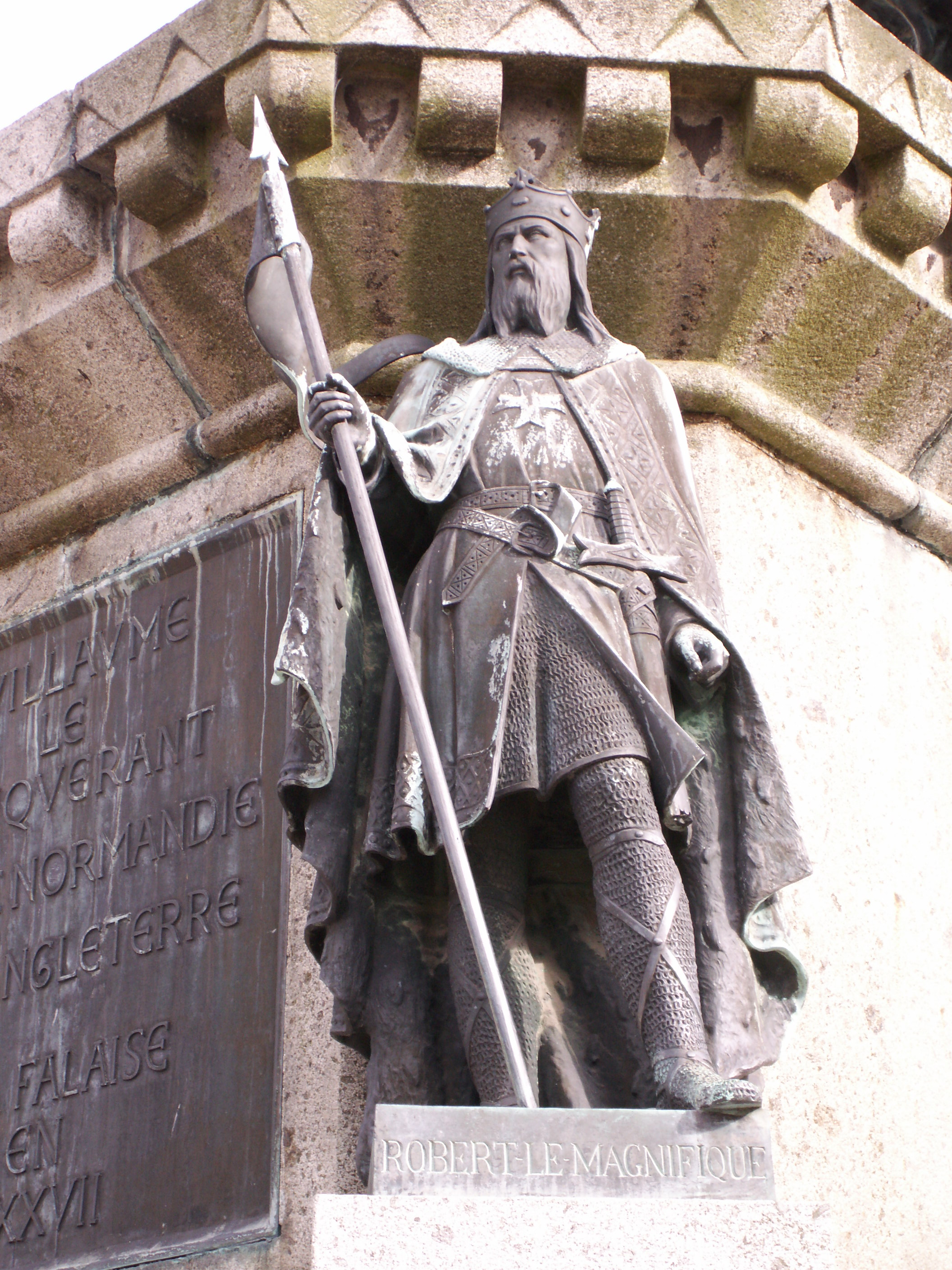
诺曼底的罗贝尔一世

罗贝尔一世（法語：Robert Ier de Normandie；1000年6月22日—1035年7月3日），綽號「偉大者」（le Magnifique）是诺曼底公国的第六代诺曼底公爵（1027年－1035年在位）。
罗贝尔一世是第四代诺曼底公爵理查二世之子。在兄长理查三世公爵於1027年逝世後，罗贝尔继承了爵位。他的名字总是与一个神话人物恶魔罗贝尔弄混。罗贝尔一世在法国王室内讧中坚决支持国王亨利一世，並为后者提供庇护。
罗贝尔放弃爵位前去耶路撒冷朝圣，在途中去世。

## 家庭
罗贝尔一世终身未婚。他可能强迫一位鞋匠的女儿埃尔蕾瓦成为自己的情妇，他们生了一个比罗贝尔一世远为出名的私生子——“杂种”紀堯姆，即征服者威廉。